# Ordre basilien alépin

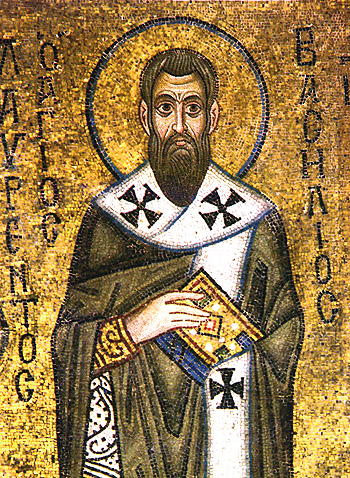
Basile de Césarée

L’Ordre basilien alépin est un ordre religieux de l'Église grecque-catholique melkite. Le nom latin de cet ordre est Ordo Basilianus Aleppensis Melkitarum. 

## Origine
L' Ordre basilien alépin provient de la scission en 1829 de Ordre basilien choueirite créé en 1687, en deux branches : 
- l’Ordre basilien alépin ;
- l’Ordre basilien choueirite.

Ils se partagèrent les monastères et les biens. 
Les « Choueirites » gardèrent le couvent Saint-Jean de Choueir qui resta leur Maison-Mère, l'imprimerie, le couvent Saint-Élie de Touaq à Zahlé, le couvent Saint-Antoine de Karkafé à Kafarchima.
Les « Alépins » gardèrent les couvents Notre-Dame de Ras Baalbeck, Mar Chaya et Deir ech-Chir.

## L’ordre après 1829
Ayant limité son recrutement à la ville d'Alep, l'ordre vit ses possibilités diminuées. Il voulut néanmoins poursuivre les buts qui avaient présidé à son institution : vie religieuse monastique, apostolat par la prédication, enseignement et service paroissial, travail œcuménique en vue de l'union. 
Il y eut d'abord un grand effort à faire pour la formation humaine, intellectuelle et spirituelle des religieux. Quand en 1882 Sainte-Anne ouvrit ses portes à Jérusalem, l'ordre Basilien Alépin y envoya se former la plupart de ses prêtres. 
Jusqu'en 1975 le couvent Saint-Georges de Deir ech-Chir connut un développement progressif : abritant le séminaire et le noviciat de l'ordre, il servait aussi de résidence à la curie généralice durant une bonne partie de l'année. C'était un foyer de diffusion du catholicisme dans la région avoisinante. Ce couvent conservait aussi une riche bibliothèque avec une collection de manuscrits arabes, liturgiques et théologiques, ainsi que le musée du cardinal Gabriel Acace Coussa (1897-1962). 

## Les établissements basiliens choueirites

### Les couvents
- Le couvent Saint-Sauveur de Sarba (Kesrouan), fondé en 1880, est devenu, à la suite de la guerre civile, la Maison-Mère de l'ordre. Il abrite : la curie généralice, le grand séminaire et la résidence des religieux âgés.
- Le couvent Saint-Georges, à Deir ech-Chir : malgré sa position délicate, l'ordre y a maintenu durant la guerre une présence permanente. Depuis 1992, son église a été totalement réparée et rénovée, mais les réparations du reste du couvent ne sont pas terminées.
- Le couvent Notre-Dame de Ras-Baalbek. C'est aussi actuellement la maison des novices.

### Les collèges
- L'école attenante au couvent de Deir ech-Chir,
- Le collège Saint-Jean l'apôtre, ouvert à Beyrouth (Centre-ville) en 1954, a dû interrompre son enseignement.

### Services rendus à diverses éparchies
- Archiéparchie de Beyrouth et Jbeil : paroisses de Souk-el-Gharb et Sarba.
- Archiéparchie de Zahlé : paroisse de Saint-Georges et Église Saint-Jean-Baptiste.
- Archiéparchie de Homs : paroisses du Centre-ville.
- Archiéparchie d'Alep : direction de mouvements de jeunesse.
- Éparchie de Newton (États-Unis) : paroisse à Chicago.
- Vénézuéla : exarchat apostolique au service de tous les grecs-melkites catholiques du pays.
- France : paroisse de Saint-Julien-le-Pauvre à Paris.

## La congrégation féminine
La séparation de l’ordre choueirite en deux branches en 1829 amena une semblable scission chez les moniales. Elle se fit pacifiquement. Les religieuses choueirites gardèrent l’usage du couvent de Notre-Dame de l’Annonciation à Zouk, qui devint leur maison-mère, et du couvent de Notre-Dame de l’Assomption de Bkaatouta, fondé en 1740.
Quant aux religieuses alépines, elles prirent possession du couvent Saint-Michel de Zouk, mis à leur disposition par les moines alépins, et qui est resté jusqu’à ce jour leur maison-mère.

### Établissements de la Congrégation des religieuses basiliennes alépines
- Couvents 
  - Couvent Saint-Michel à Zouk Mikhaïl : maison-mère, formation et noviciat, résidence de la curie généralice,

- École à Zouk Mikhaïl,

- Autres œuvres
  - Couvent Saint-Michel de Zouk Mikhaïl : orphelinat « L’Enfance Heureuse »
  - Couvent Saint-Michel de Zouk Mikhaïl : garderie
  - Couvent Notre-Dame de l’Annonciation, à Zaraya : orphelinat de « l’Enfant Libanais » - 50 enfants
  - Couvent Saint-Dimitrios, à Kfartay : œuvre pastorale et résidence d'été

- Œuvres tenues par la congrégation pour les éparchies
  -  Éparchie patriarcale de Damas, Orphelinat Saint-Paul et Asile de vieillards depuis 1964